# Canadese bever

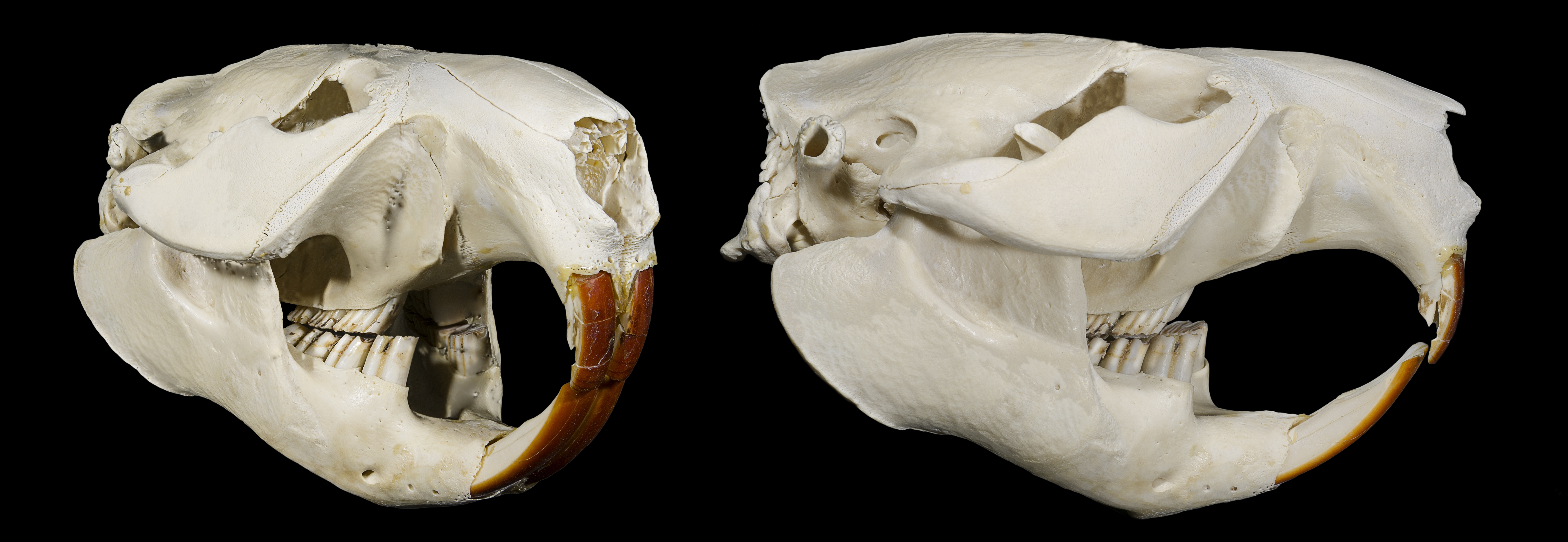
Schedel

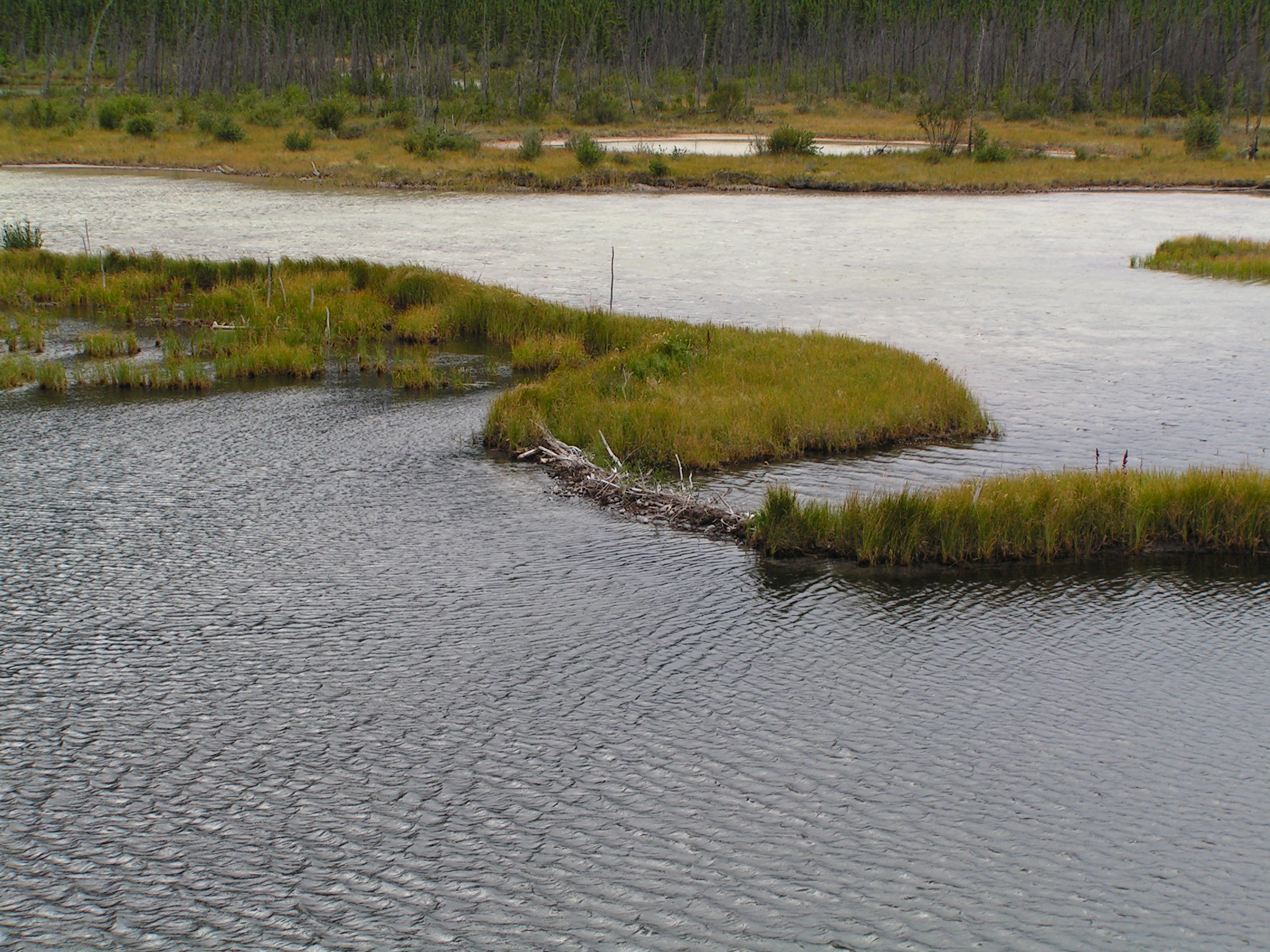
Beverdam

De Canadese bever of Noord-Amerikaanse bever (Castor canadensis) is een knaagdier uit het geslacht bevers (Castor). Het is het grootste knaagdier van Noord-Amerika. Hij lijkt veel op de Europese bever (Castor fiber), en beide dieren werden vroeger weleens tot dezelfde soort gerekend. De Canadese bever heeft echter een donkerder vacht en een kortere snuit. Ook legt de Canadese bever meer dammen aan dan de Europese bever. De Canadese bever is het nationale dier van Canada.

## Beschrijving
De Canadese bever heeft een grijzige donkerbruine vacht. Er is veel variatie in de vachtkleur: ook zwarte en zilvergrijze dieren zijn aangetroffen. De ondervacht van de westelijke populaties is rossig van kleur. De achterpoten hebben zwemvliezen, de voorpoten niet. De voorpoten zijn ook kleiner en hebben klauwen. De staart is groot, horizontaal afgeplat en heeft de vorm van een peddel. De oren zijn klein en rond. Hij heeft grote voortanden, die donkeroranje van kleur zijn.
Hij heeft een kop-romplengte van 74 tot 88 centimeter, met een staart van 23 tot 44 centimeter. De Canadese bever kan 14 tot 30 kilogram zwaar worden. Sommige dieren worden zelfs 45 kilogram.

## Gedrag
De Canadese bever is een echte waterbewoner, en kan goed zwemmen, waarbij hij snelheden van tien kilometer per uur kan bereiken. De bever kan een kwartier onder water blijven. Hij is kwetsbaar op het droge, en blijft het liefst zo veel mogelijk in het water. Hij is op meerdere gebieden goed aangepast aan het leven in het water. De vacht wordt waterdicht gehouden door castoreum, een stof die wordt afgescheiden door een klier bij de genitaliën. Door een membraan kan hij zijn ogen onder water openhouden. Zijn neusgaten en oren zijn onder water gesloten. Door een dikke vetlaag blijft het lichaam geïsoleerd van het koude water. Hij zwemt alleen met zijn achterpoten, waarbij de staart als roer dient.
De Canadese bever is voornamelijk 's nachts actief. Hij eet vooral houtige planten, als bomen (voornamelijk wilg, berk, populier, esdoorn) en klimplanten, maar zomers ook waterplanten als waterlelie en lisdodde, kruiden en grassen, en zelfs dode zalm. Hij kan 30% van de cellulose en 44% van de eiwitten uit zijn voedsel verwerken, door grondig te kauwen, door afbraak van bacteriën in zijn blindedarm en door coprofagie.

### Beverdammen
Bevers die langs grote rivieren leven, maken een hol in de rivieroever. De meeste bevers echter bouwen een burcht in het midden van een kunstmatig meertje. Dit meertje legt de bever zelf aan door dammen in beken en riviertjes te bouwen. De dammen en de burcht worden gemaakt van boomstammen, stokken, takken en rietstengels. Modder houdt de dam bij elkaar. Bij beschadiging wordt de dam gelijk gerepareerd.
Voor de bouw worden bomen met de grote voortanden omgeknaagd, waarbij rondom de stam groeven worden geknaagd. Hiervoor wordt meestal een boom met een diameter van 5 tot 15 centimeter gebruikt. Hij heeft een voorkeur voor zijn favoriete voedselbomen: wilg, esdoorn, populier en berk. Een wilg met een diameter van 12,5 centimeter wordt in drie minuten omgeknaagd.  Met de voorpoten graaft hij en verplaatst hij materiaal en met de bek vervoert hij de stammen naar de dam.
De burcht kan twee meter hoog en twaalf meter breed worden. De ingang naar de burcht ligt onder water, en meestal heeft een burcht meer dan één ingang. De vloer wordt bedekt door houtsnippers, die vocht opnemen. Ook zit er een luchtgat in het dak voor de ventilatie.
Een beverburcht wordt bewoond door een familiegroepje van drie tot negen dieren. Bij gevaar slaat de bever met zijn staart op het wateroppervlak, waardoor de rest van de familie wordt gewaarschuwd. Deze klap is van verre te horen.
Het familieterritorium wordt afgebakend door hopen, gemaakt van modder, stokken en grassen, en gemarkeerd met stoffen uit de anale klieren. Deze heuveltjes zijn 30 centimeter hoog en één meter breed.
's Winters, als er ijs op het water ligt, blijft de beverfamilie in de burcht. Hierbij is de bever in perioden van 26 tot 29 uur actief.

### Voortplanting
De Canadese bever is monogaam, maar niettemin zou zo'n 50% van de jongen in een nest van een ander mannetje zijn dan de 'vaste' partner van het vrouwtje. De paartijd is in het noorden van Noord-Amerika en in de bergen tussen februari en maart. De paring vindt plaats in het water. Twee dagen na de bevruchting vormt de vrouw een harde prop in het geslachtsdeel.
Na een draagtijd van 100 tot 120 dagen worden drie tot vier jongen geboren, tot soms wel acht. Het aantal jongen is afhankelijk van het voedselaanbod, de leeftijd van de ouders en de populatiedichtheid.
De jongen wegen bij de geboorte een halve kilogram. Ze hebben dan al een vacht en de ogen zijn al geopend. Al binnen een half uur na de geboorte maken ze hun eerste duik en binnen een week kunnen ze al goed zwemmen. De moeder draagt de jongen tijdens het zwemmen ook op de rug. Op land worden ze gedragen op de grote staart, en soms in de voorpoten.
In de eerste zomer worden de jongen gespeend. Na 21 maanden zijn de bevers geslachtsrijp. De bevers verlaten het ouderlijke nest als ze twee jaar oud zijn, in het voorjaar. Rond die tijd wordt weer een nieuw nestje geboren.

### Vijanden
De belangrijkste vijand van de Canadese bever is de rivierotter. Ook wolven doden regelmatig bevers, evenals andere grote roofdieren, als coyote, rode lynx en vos. Gevechten tussen mannetjesbevers kunnen ook een dodelijke afloop hebben. Tijdens deze gevechten proberen de mannetjes in de ruggenmerg van de tegenstander te bijten.

### Milieu
Amerikaanse onderzoekers van NOAA stelden tot hun verrassing een sterke toename vast van door bevers gemaakte poelen in de periode 2000-2020 in de toendra van Alaska. Kennelijk was de beverpopulatie door de opwarming van de Aarde in noordelijke richting opgeschoven. De ophoping van water in de vele poelen heeft er echter sterk bijgedragen tot de dooi van de permafrost, met methaanuitstoot en dus nog meer opwarming als gevolg.

## Verspreiding en leefgebied
De Canadese bever komt voor in een groot deel van Noord-Amerika, in Canada, een groot deel van de Verenigde Staten en het noorden van Mexico. In Finland, Polen, Argentinië en Rusland is de soort uitgezet. Hij kan overal voorkomen, zolang er maar water en voldoende voedsel aanwezig. Hij heeft een voorkeur voor plassen, modderige meren en meanderende stroompjes. In de bergen kan hij tot 3400 meter hoogte aangetroffen worden.

## De mens
In het begin van de negentiende eeuw werd veel op de bever gejaagd voor het bont, wat werd gebruikt voor kleding en hoeden. De bevermuts is een bekend voorbeeld. Veel van de eerste expedities in Noord-Amerika hadden beverbont als doel, waardoor de kolonisatie van het gehele continent werd versneld. Ook jaagden de eerste verkenners, evenals de Indianen, op de bever voor het vlees. De pelsjacht zorgde ervoor dat de bever zeldzaam werd in sommige delen van het verspreidingsgebied, maar inmiddels leven er weer zo'n vijftien miljoen Canadese bevers in Noord-Amerika. Op kleine schaal gaat de jacht voor bont en vlees door.
Tegenwoordig wordt vooral gejaagd vanwege de schade aan landbouw die de  bever kan aanrichten. De meeste omgeknaagde bomen zijn niet van groot belang voor de houtkap, maar de dammen kunnen de zalmtrek blokkeren en overstromingen kunnen schade aanrichten aan wegen en landbouwgebieden. Toch is de bever een nuttig dier, doordat de dammen erosie kunnen helpen voorkomen en vormen de meertjes die ontstaan door dammen een gunstig habitat voor veel dieren, waaronder vissen, insecten, watervogels en otters.